# Autoroute A8 (Serbie)
Pour les articles homonymes, voir Autoroute A8.
L’autoroute A8 (en serbe : Државни пут ІА реда А8, Državni put IA reda A8 ; Ауто-пут А8, Auto-put A8) est une autoroute de Serbie longue de 25 kilomètres, qui relie entre elle les villes de Ruma et Šabac.
L'autoroute est constituée et d'une bande d'arrêt d'urgence et de deux voies de circulation dans chaque direction, séparées par un terre-plein central. Toutes ses intersections sont des croisements dénivelés.
Un système de surveillance de la circulation et de régulation de trafic ainsi qu'un système de radar tronçon (entre 2 postes de péage également) seront mis en service sur toute la longueur de l'autoroute A8 dans le futur. Des appareils de mesure, de contrôle sont installés dans les zones connues de brouillard, de pluie verglaçante, de neige ou de vent fort. Des panneaux à messages variables sont utilisés pour communiquer aux usagers les conditions atmosphériques, les restrictions éventuelles de trafic ou d'autres informations susceptibles de modifier les conditions de circulation.
L'autoroute compte 1 Échangeur autoroutier avec une autre autoroute de Serbie : A3.
Elle comporte de nombreux ponts et caniveaux. Une grande partie de l'autoroute est à péage et utilise un système de ticket. Le paiement des péages dépend de la classification des véhicules en Serbie.
L'autoroute est exploitée par l'entreprise publique "Putevi Srbije".

## Description du tracé

### DeRumaàŠabac
| A 8 Autoroute Ruma - Šabac |                                       |            |                                                                                 |        |
| N°                         | Dénominations                         | Connexions | Destinations                                                                    | BK     |
| panneau rond-point         | Ruma                                  |            | Ruma, Novi Sad, Šabac                                                           | 0,0    |
| Péage à système fermé      | Poste de péage de Ruma                |            | Autoroute A8                                                                    | 0,250  |
| 5                          | Échangeur de Ruma                     | E70        | Autoroute A3 : Belgrade, Sremska Mitrovica, Zagreb ( Batrovci Serbie - Croatie) | 0,400  |
| 1                          | Hrtkovci                              |            | Hrtkovci, Jarak                                                                 | 12,956 |
| Péage à système fermé      | Poste de péage de Šabac               |            | Autoroute A8                                                                    | 20,656 |
|                            | Fin d'autoroute, début de Voie rapide | 26 *       | Šabac, Loznica                                                                  | 23,634 |